# Merisor (Banica község)

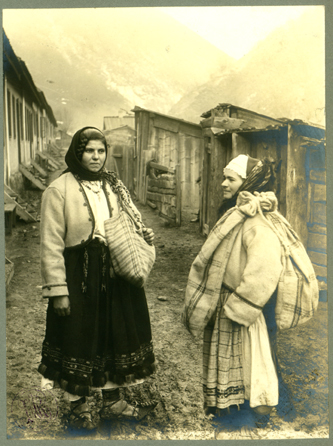
Merisori nők a 20. század elején

Merisor (románul: Merișor) falu Romániában, Erdélyben, Hunyad megyében.

## Nevének eredete
Neve a román merișor szóból ered, melynek köznyelvi jelentése 'almafácska', de nyelvjárásokban vörös áfonyát, berkenyét, sőt puszpángot is jelent. Először 1453-ban, Merysor alakban említették.

## Fekvése
A Sztrigy és a Zsil között vízválasztót alkotó Merisori-hágó környékén terül el, amelyet áthalad a Zsil-völgybe tartó főút és vasút is. Szórt, több házcsoportból álló település. Házcsoportjai: Merișor (a Răchita és a Cheea patak összefolyásánál), Răchita (az azonos nevű patak forrásánál), Rusești (a Răchita azonos nevű, délkeleti mellékvizénél), Cheea (a Cheea patak mentén), Șipot (az előbbitől nyugatra, ugyanazon patak mentén), Poenari (az előzőktől északra, mészkőhegy oldalában), Isvorăni (az előzőtől nyugatra). Az utóbbi kettő a legfiatalabb. Merișor a 20. századra összenőtt Șipottal, csak a helyi tudat választotta szét őket.

## Népesség

### Általános adatok
Lakossága 1850 és 1900 között nőtt, azóta csökken.

### Etnikai és vallási megoszlás
- 1850-ben 522 görögkatolikus lakosából 518 volt román és négy cigány.
- 1900-ban 693 lakosából 561 volt román, 83 magyar, 35 főként olasz és tíz német anyanyelvű; 557 görög, 91 római katolikus és 32 református vallású. A lakosok 15%-a tudott írni és olvasni és a nem magyar anyanyelvűek 2%-a beszélt magyarul.
- 2002-ben 349 lakosából 348 volt román; 333 ortodox, hat baptista, öt pünkösdi, három adventista és két római katolikus vallású.

## Története
A 15. században a Szálláspataki kenézcsalád birtoka volt. Lakói főként szarvasmarhatartásból éltek, a hegyi talajon csupán a burgonya termett megbízhatóan, fagyosabb években még a kukorica sem. 1850-ben hozzátartozott Banica. A Piskitelep–Petrozsény vasút 1880-as építése idején soknemzetiségű (olasz, magyar, szlovák, román és német) vasutastelep keletkezett. Az 1930-as években igen archaikus kultúrájú település volt. Temető hiányában a halottakat a portákhoz tartozó gyümölcsöskertekben temették el és a táncos mulatságok egyetlen hangszeréül a furulya szolgált, amelyen minden merisori férfi tudott játszani. Magyarok és olaszok egymással házasodtak, de a románokkal nem. Társadalmi-foglalkozási hovatartozásuk is elválasztotta őket; a magyarok és az olaszok nem tartottak szarvasmarhát és vagy a vasútnál dolgoztak, vagy iparosok voltak.
2017. április 8-án egy Slatináról Kürtös felé tartó tehervonat kisiklott, és kétfős személyzete életét vesztette.